# Frostmoon
Frostmoon er et norsk black/viking metal-band fra Finnmark. Det blev dannet i 1997 af de to musikere Massacra og Tundra, som deles om at komponere og spille alle instrumenter. Tundra forlod bandet senere samme år, og i stedet kom vokalisten Vinterfrost med i bandet. De udgav en ep, et splitalbum og et opsamlingsalbum før de gik i opløsning i 2000. Frostmoon blev efterfølgende gendannet i 2007 med Tundra i stedet for Vinterfrost.

## Medlemmer
- Massacra – Alle instrumenter, vokal
- Tundra – Alle instrumenter, vokal

### Tidligere medlemmer
- Vinterfrost – Vokal, støttevokal

## Diskografi

### Ep'er
- 1998: Tordenkrig

### Splitalbum
- 1999: Ancient Vardohus / Rebellion of the Unholy Tyrants (med Ork)

### Opsamlingsalbum
- 1999: Tordenkrig

## Eksterne links
- Frostmoon på Myspace
- Frostmoon på Encyclopaedia Metallum